# Salvatore Aurigemma
Salvatore Aurigemma (Monteforte Irpino, 10 febbraio 1885 – Roma, 1º aprile 1964) è stato un archeologo ed epigrafista italiano. Era il padre del filosofo e psicoanalista Luigi Aurigemma.

## Biografia

### Formazione
Salvatore Aurigemma era figlio del commerciante Martino Aurigemma e di sua moglie Francesca Ortulio. A otto anni fu affidato allo zio a Roma e frequentò un collegio cattolico.
L'ultimo anno di scuola frequentò una scuola statale ed ebbe come compagno di studi Giorgio Pasquali, con cui rimase legato da amicizia per tutta la vita. Aurigemma studiò in seguito scienze umanistiche all'Università Federico II, continuò poi i suoi studi al Università La Sapienza dove si laureò nel 1906  con Ettore De Ruggiero.

### Attività
Lo stesso anno una borsa di studio gli ha dato la possibilità di proseguire la sua formazione alla Scuola Archeologica Italiana di Atene. Ad Atene incontrò l'epigrafista Federico Halbherr, allora responsabile della Missione Archeologica Italiana di Creta. Nel 1910 Aurigemma divenne ispettore al Museo archeologico nazionale di Napoli sotto Vittorio Spinazzola.

### Soggiorno in Libia

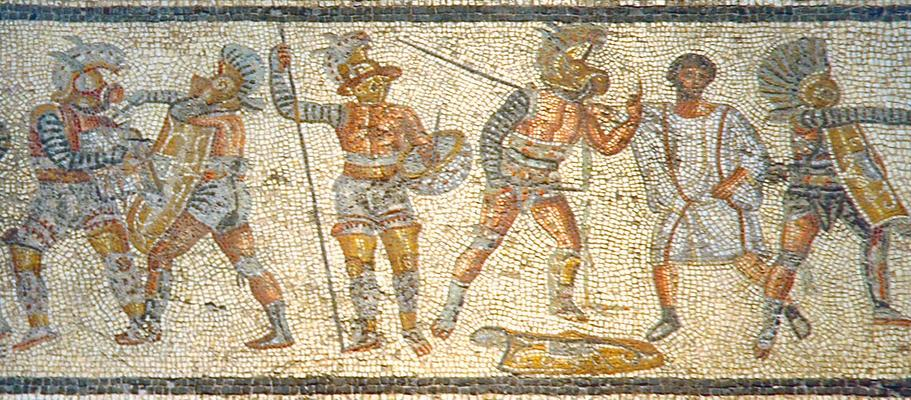
Combattimento gladiatorio, dettaglio del Mosaico di Zliten scoperto da Aurigemma nel 1913 e oggi esposto al Museo archeologico di Tripoli.

Nel 1911 partecipa a una prima spedizione in Libia con Halbherr e Francesco Beguinot, uno studioso della lingua berbera. Qui si interessa a un campo di ricerca che lo impegna sempre più. La spedizione del 1911 non ebbe tuttavia molto successo, dal momento che mancavano i permessi di scavo necessari. Il gruppo di ricerca si sposta quindi dalla Cirenaica alla Tripolitania. Con il servizio militare Aurigemma torna nel 1912 in Libia come militare ed è negli anni 1912 - 1913 ispettore del locali dipartimento delle antichità.
In Libia dà inizio a una fruttuosa ricerca archeologica con le prime ricerche nell'arco a quattro facce per Marco Aurelio e Lucio Vero a Oea, con gli scavi della necropoli cristiana di Ain Zara, con la messa in sicurezza dei siti archeologici di Leptis Magna e Sabratha e negli scavi della Villa romana di Zliten, vicino a Tripoli. Aurigemma raccoglie la prima collezione di reperti e oggetti della Tripolitania che costituisce il nucleo del museo di Tripoli, aperto nel 1919.

### Lavoro in Italia
Lo stesso anno Aurigemma torna in Italia, per studiare i reperti degli anni del nord Africa. Dopo alcuni mesi di permanenza a Napoli, dove sposa la figlia di Vittorio Spinazzola, nel 1920 ha per breve tempo la direzione degli scavi sul Foro Romano e sul Palatino, ma nello stesso anno è nominato ispettore degli Scavi archeologici di Pompei. Quando cessa la direzione degli scavi a Pompei nel 1923 a causa dell'opposizione politica di Spinazzola contro Benito Mussolini, nel 1924 Aurigemma – dopo una breve fase alla Soprintendenza alle antichità di Palermo – è spostato, con la neocostituita Soprintendenza della regione Emilia e Romagna, di cui diviene anche responsabile.

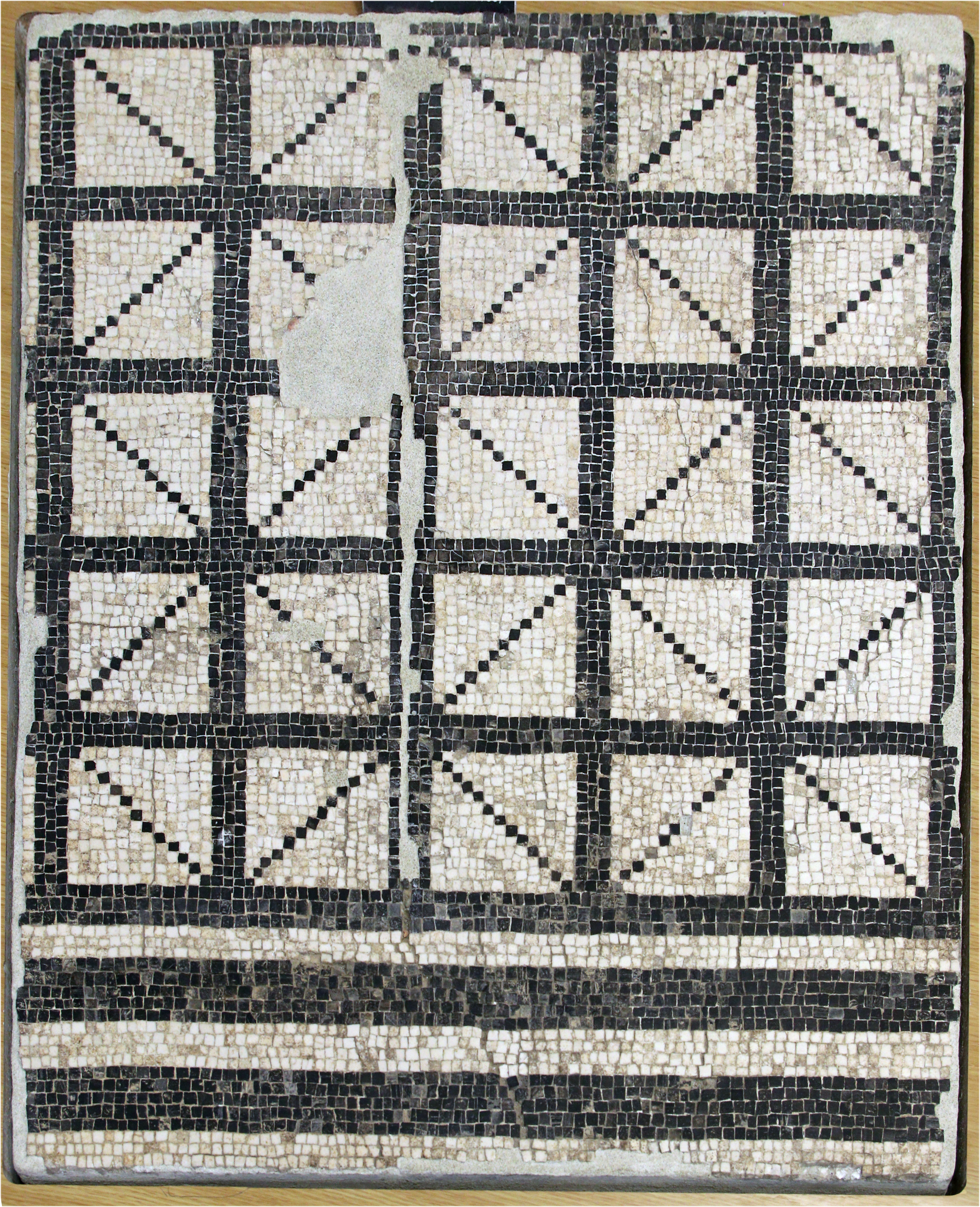
Mosaico geometrico rinvenuto durante la campagna di scavi Aurigemma del 1933. Coll. Museo di Claterna (Ozzano dell'Emilia).

Qui si dedica prima di tutto all'esplorazione e scavo della necropoli, scoperta nel 1922, della città portuale etrusca di Spina, che dal 1925 sotto la sua direzione restituisce ricchi reperti specialmente di ceramica greca. I reperti sono esposti presso il Museo Archeologico Nazionale di Ferrara, fondato da Aurigemma, che si trova nel Palazzo Costabili a Ferrara ed è stato inaugurato nel 1935. Lo stesso anni Aurigemma ottiene l'abilitazione all'insegnamento all'Università di Bologna. Conduce altre ricerche in Emilia-Romagna, tra cui Forum Popilii, Velleia e Claterna, e nella Villa del periodo di Teodorico a Galeata. Trasforma l'area archeologica di Marzabotto, in un parco archeologico statale. Nel 1938 guida la ristrutturazione di una torre tardoantica vicino all'Arco di Augusto di Rimini. Tuttavia su intervento dei cittadini di Rimini, di Benito Mussolini in persona e del ministro responsabile, la torre fu abbattuta. Con ciò finisce il periodo di Aurigemma in Emilia-Romagna.
Nel 1939 diviene Soprintendente della Tuscia meridionale, nel 1942 del Latium con sede al Museo Nazionale Romano, che mantiene fino alla fine della seconda guerra mondiale. 
In questo ruolo, è riuscito a comprare e restauro, per conto dello Stato, il mosaico Barberini di Palestrina, ha conservato una parte importante del Mura serviane nei progetti di costruzione per la Stazione Termini e ha salvato la Basilica sotterranea di Porta Maggiore dal danno che ci si sarebbe potuti attendere dalla costruzione di una linea ferroviaria. Nel Lazio sono anche importanti le sue ricerche a Villa Adriana a Tivoli e il restauro del Santuario della Fortuna Primigenia a Palestrina.

### Opere
Frutto del suo lungo studio dell'antichità romana in Nord Africa, sono le sue opere su mosaici e dipinti in Tripolitania partire dall'anno 1960 al 1962 e - pubblicati postumi nel 1970- per l'arco di Marco Aurelio e Lucio Vero a Tripoli.
Come collaboratore e genero, nel 1953 ha curato la pubblicazione postuma in tre volumi dell'estensiva opera di Vittorio Spinazzola sugli scavi di Via dell'Abbondanza a Pompei.

## Pubblicazioni (parte)
- Notizie archeologiche sulla Tripolitania', Roma, Bertero, 1915.
- I mosaici di Zliten, Roma, Società editrice d'arte illustrata, 1926 (Africa italiana. volume 2).
- Tripoli e le sue opere d'arte, Roma, Alfieri, 1927.
- L'area cemeteriale cristiana di Ain Zára presso Tripoli di Barberia, Roma, Pontificio Istituto di Archeologia Cristiana, 1932 (Studi di antichità cristiana. volume 5).
- Rimini guida ai più notevoli monumenti romani e al museo archeologico comunale, Bologna, Cappelli, 1934.
- Il Real Museo di Spina in Ferrara. Con una relazione di Carlo Calzecchi sul restauro del Palazzo di Ludovico il Moro, Ferrara, Comune di Ferrara, 1936.
- Velleia, Roma, La Libreria dello Stato, 1940.
- Le terme di Diocleziano e il Museo nazionale romano, Roma, La Libreria dello Stato, 1946.
- La Villa Adriana presso Tivoli, Tivoli, Arti grafiche A. Chicca, 1948.
- come curatore: Vittorio Spinazzola: Pompei alla luce degli scavi nuovi di Via dell'Abbondanza, Roma, La Libreria dello Stato, 1953.
- La Basilica sotterranea neopitagorica di Porta Maggiore in Roma, Roma, La Libreria dello Stato,  1954.
- Scavi di Spina. volume 1: 1. La necropoli di Spina in valle Trebba, Roma, "L'Erma" di Bretschneider, 1960.
- Tripolitania. in due volumi, Roma,  Istituto poligrafico dello Stato, 1960–1962.
- Villa Adriana, Roma, Istituto poligrafico dello stato, 1961.
- I monumenti della necropoli romana di Sarsina, Roma, Casa dei Crescenzi,  1963.
- L'Arco quadrifronte di Marco Aurelio e di Lucio Vero in Tripoli. a cura di Antonino Di Vita, Tripolis, Department of Antiquities, 1970.